# دروازه پیروزی

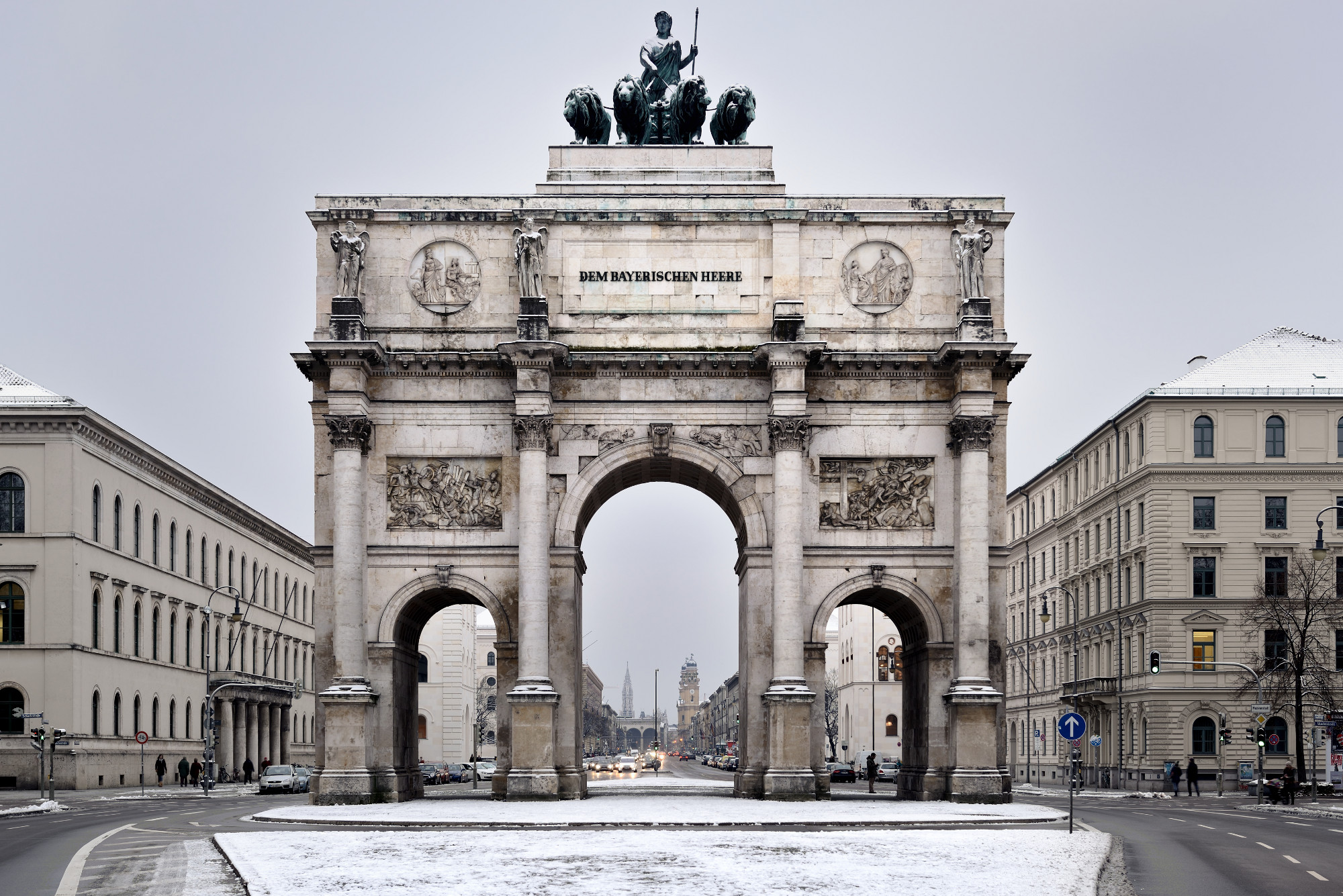
دروازه پیروزی در مونیخ (۲۰۱۳)

Siegestor (انگلیسی: Victory Gate) در مونیخ یک طاق یادبود سه قوسی است که با مجسمه باواریا با شیر کوادریگا تاج گذاری شده است. این بنا در اصل به شکوه ارتش باواریا وقف شده بود. این طاق پس از جنگ جهانی دوم، بازسازی شده و اکنون به عنوان یادآور صلح شناخته می‌شود.
دروازه پیروزی ۲۱ متر ارتفاع، ۲۴ متر عرض و ۱۲ متر عمق دارد. بین دانشگاه لودویگ ماکسیمیلیان و خیابان اهم، جایی که لودویگ استراسه به پایان می‌رسد، قرار دارد.

## تاریخچه

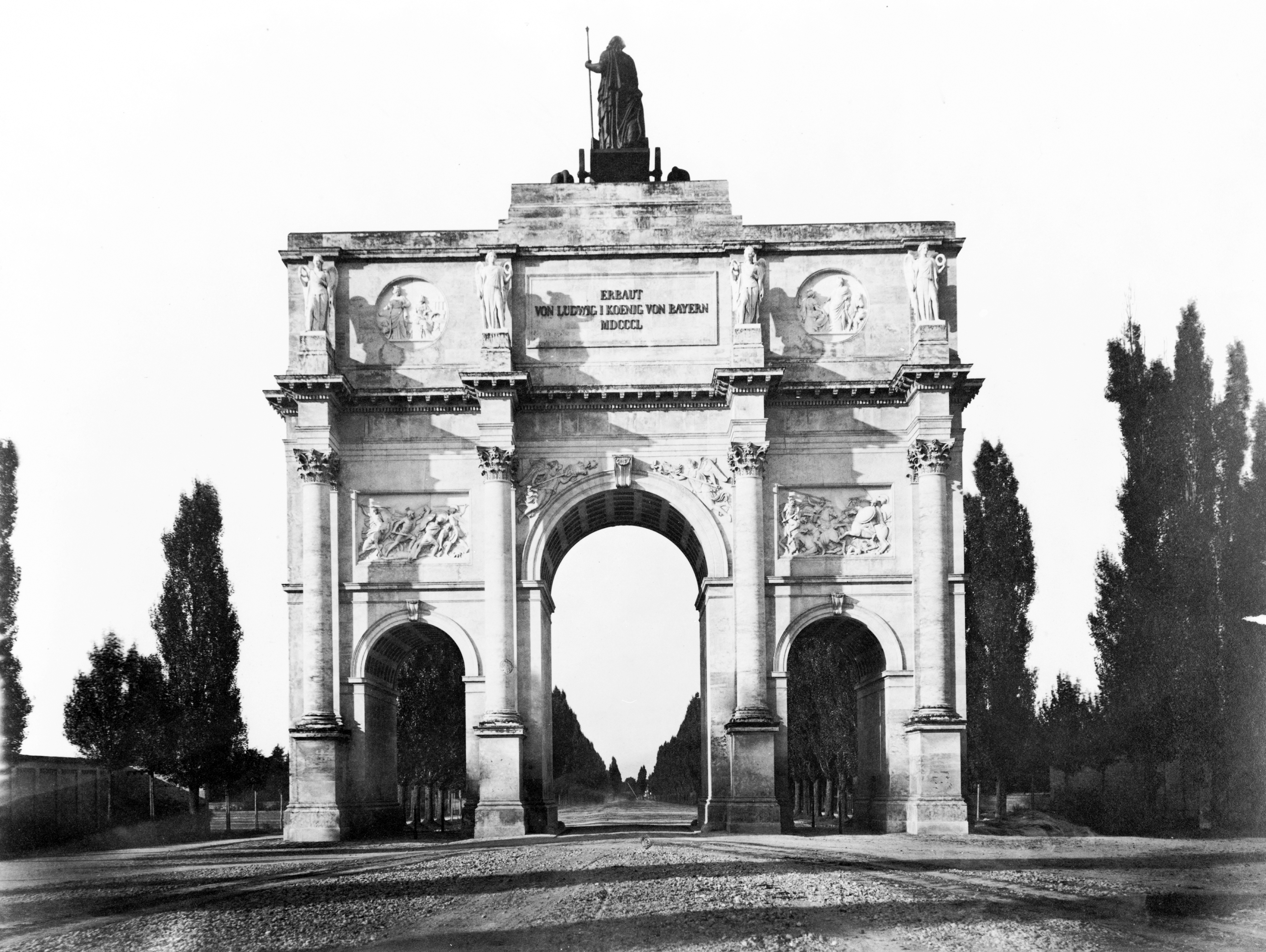
سیگستور، حدود ۱۸۷۵

این طاق به سفارش پادشاه لودویگ اول باواریا توسط فردریش فون گارتنر طراحی و توسط ادوارد مزگر در سال ۱۸۵۲ تکمیل شد. چهارگوش مرمری آن توسط یوهان مارتین فون واگنر، مشاور هنری لودویگ و استاد دانشگاه وورزبورگ مجسمه‌سازی شد. شیرها احتمالاً در کوادریگا به جای اسب‌ها استفاده می‌شده‌اند.

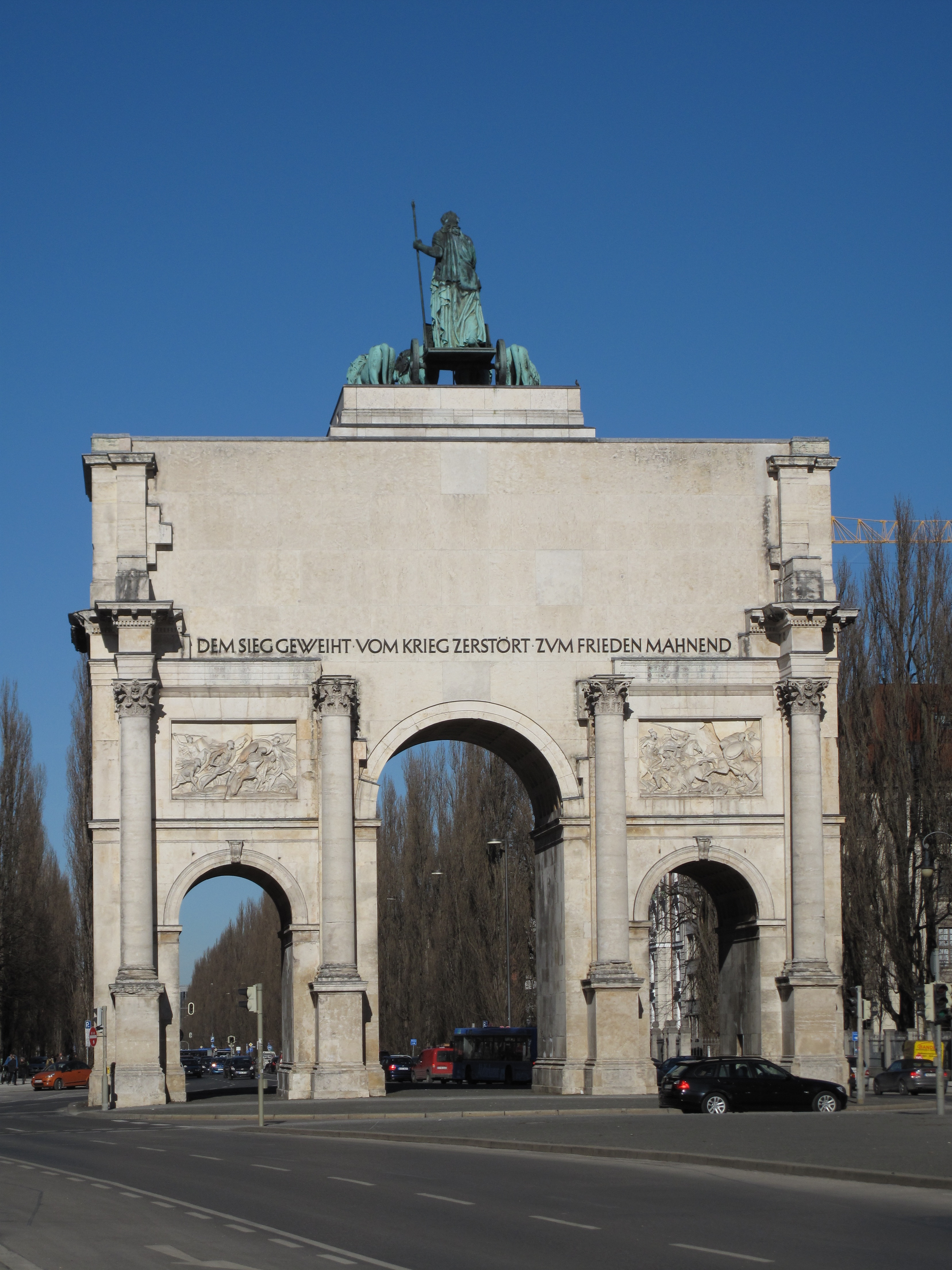
پشت برهنه دروازه پیروزی، با نشان دادن کتیبه "تقدیم به پیروزی، ویران شده توسط جنگ، خواستار صلح"

## در فرهنگ عام
در دومین سری فیلم‌های آلمانی زبان، خانه ۲ ساخته ادگار رایتز، ایولین و انسگر در کنار بنای یادبود، که کتیبه احترام به صلح روی آن دیده می‌شود، ملاقات و گفتگو کردند.
در نهمین فصل مسابقه شگفت‌انگیز، بعد از حذف آخرین تیم در مرحله سوم مسابقه در جلوی این بنای تاریخی به پایان رسید.